# ツィッピー・ホトベリー

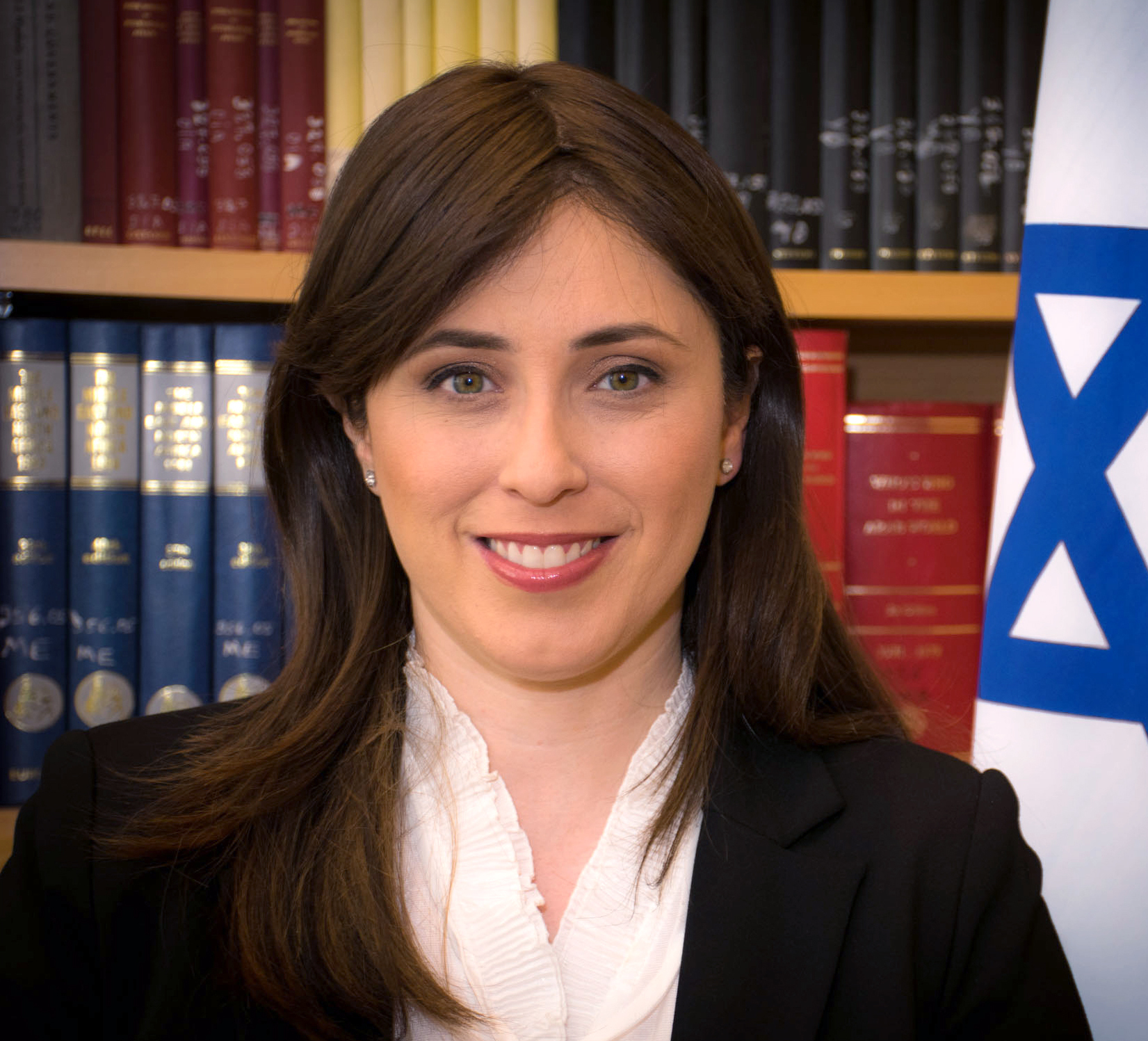
ツィッピー・ホトベリー

ツィッピー・ホトベリー（ציפי חוטובלי, Tzipi Hotovely, 1978年12月2日 - ）は、イスラエル・レホヴォト出身の同国の政治家（リクード党所属）、ジャーナリスト。父母はグルジアからの帰還者。

## 出自・学歴
1978年、レホヴォトにグルジアからの帰還者の家庭に生まれ、宗教系の高校を経て、バル＝イラン大学、テルアビブ大学では法学を専攻し、テルアビブ大学では同学の博士号を獲得し、大学卒業後は法律事務所で勤務する。その後は、ジャーナリスト、「マアリブ紙」のコラムニストとして、テレビの討論番組への出演を機に名声を高める。

## 政界入り
2008年12月には、ジャーナリストから政界への進出を試み、当時野党だったリクードの党員選挙に出馬。ジャーナリストとしての知名度を生かして比例順位18位につける健闘を見せ、翌年2月の総選挙で初当選した。リクード党内でも最も強硬な議員の一人であり、宗教系の高校で教育を受けた経緯からユダヤ人入植者に対する強い共感を持つ。2005年のガザ地区撤退計画で強制退去が行われたヨルダン川西岸のホメッシュ再建を当選以来掲げている。2009年11月25日にベンヤミン・ネタニヤフ首相が打ち出した、10ヶ月間のヨルダン川西岸入植地建設凍結に対しては激しい批判を加えている。2011年6月には、入植者組合や国家統一党のヤアコブ・カッツ党首ら超党派議員とナブルスのヨセフの墓地を訪問し旧約聖書を朗読。国会議員による墓参は2000年以降、11年間中断していた。